# ديفيد وود (فيلسوف)
ديفيد وود (بالإنجليزية: David Wood)‏ هو فيلسوف بريطاني، ولد في 1946 في أكسفورد في المملكة المتحدة.